# Tour de Romandía 1948
La 2.ª edición del Tour de Romandía se disputó del 6 de mayo al 9 de mayo de 1948 con un recorrido de 929 km dividido en 6 etapas, con inicio y fin en Ginebra.
El vencedor fue el suizo Ferdi Kübler, cubriendo la prueba a una velocidad media de 32,8 km/h.

## Etapas[1]
| Etapa | Recorrido           | Km  | Ganador         |
| 1.ªa  | Ginebra-Aigle       | 118 | Ferdi Kübler    |
| 1.ªb  | Aigle-Montana       | 96  | Jean Goldschmit |
| 2.ª   | Montana-Porrentruy  | 281 | Ferdi Kübler    |
| 3.ª   | Porrentruy-Le Locle | 175 | John Lambrichs  |
| 4.ªa  | Le Locle-Ginebra    | 189 | Giulio Bresci   |
| 4.ªb  | Ginebra             | 70  | Hugo Koblet     |

## Clasificaciones
Así quedaron los diez primeros de la clasificación general de la segunda edición del Tour de Romandía
| \| 1. \| Ferdi Kübler \| Suiza \| 28h14'14" \| \| \| 2. \| Jean Goldschmit \| Luxemburgo \| + 3'57" \| \| \| 3. \| Mathias Clemens \| Luxemburgo \| + 6'19" \| \| \| 4. \| Giulio Bresci \| Italia \| + 7'43" \| \| \| 5. \| John Lambrichs \| Países Bajos \| + 9'43" \| \| \| 6. \| Sjefke Janssen \| Países Bajos \| + 9'56" \| \| \| 7. \| Emilio Croci-Torti \| Suiza \| + 12'38" \| \| \| 8. \| Charles Guyot \| Suiza \| + 14'15" \| \| \| 9. \| Aldo Baito \| Italia \| + 14'44" \| \| \| 10. \| Georges Aeschlimann \| Suiza \| + 15'25" \| \| |                     |              |           |  |
| 1. | Ferdi Kübler        | Suiza        | 28h14'14" |  |
| 2. | Jean Goldschmit     | Luxemburgo   | + 3'57"   |  |
| 3. | Mathias Clemens     | Luxemburgo   | + 6'19"   |  |
| 4. | Giulio Bresci       | Italia       | + 7'43"   |  |
| 5. | John Lambrichs      | Países Bajos | + 9'43"   |  |
| 6. | Sjefke Janssen      | Países Bajos | + 9'56"   |  |
| 7. | Emilio Croci-Torti  | Suiza        | + 12'38"  |  |
| 8. | Charles Guyot       | Suiza        | + 14'15"  |  |
| 9. | Aldo Baito          | Italia       | + 14'44"  |  |
| 10. | Georges Aeschlimann | Suiza        | + 15'25"  |  |